# 巴隆 (默兹省)
巴隆（法語：Baâlon，法語發音：[balɔ̃]）是法国默兹省的一个市镇，属于凡尔登区。

## 地理
巴隆（49°29'17"N, 5°14'25"E）面积14.76 平方千米，位于法国大東部大區默兹省，该省份为法国西北部内陆省份，北与比利时接壤，西接马恩省和阿登省，南至上马恩省和孚日省，东临默尔特-摩泽尔省。
与巴隆接壤的市镇（或旧市镇、城区）包括：布鲁埃讷、卢瓦松河畔瑞维尼、穆宰、坎西-朗泽库尔、斯特奈。

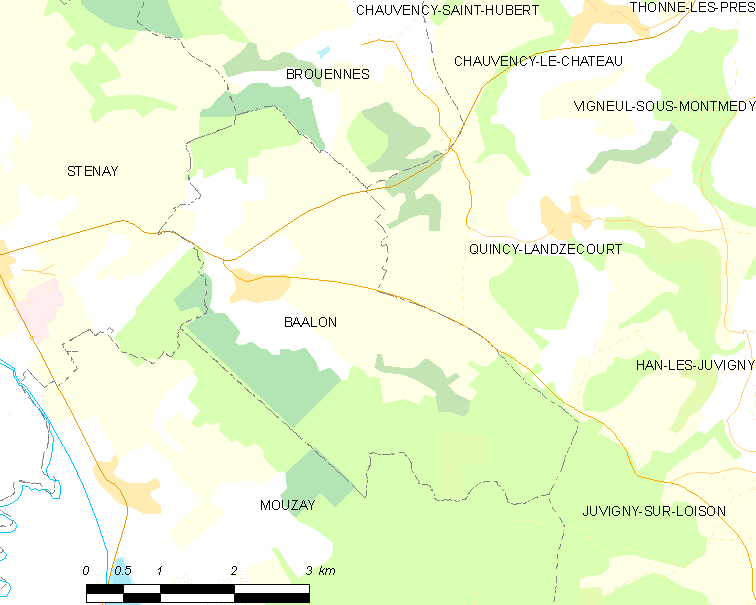
的OSM定位图

巴隆的时区为UTC+01:00、UTC+02:00（夏令时）。

## 行政
巴隆的邮政编码为55700，INSEE市镇编码为55025。

## 政治
巴隆所属的省级选区为斯特奈县。

## 人口

1962-2008年间人口变化图示

巴隆于2022年1月1日时的人口数量为268人。